# 無憂無慮
是由麥克·李編導的2008年英國喜劇電影。電影聚焦在一個天真樂觀的小學老師，以及她與周遭人的情感互動。該部電影受到許多影評人的讚賞，並獲得了許多獎項，最佳導演、最佳編劇、最佳女主角以及最佳男配角等。

## 劇情
Poppy （莎莉·霍金斯 飾）是一名小學老師，她沒車沒房、不再年經貌美卻還是樂觀向上的過生活，腳踏車被偷了只是有點難過沒能說再見，學跳床時肌肉拉傷那就換學跳舞，她與年齡不符的樂觀漸漸惹惱了她的學車教練 （埃迪·馬桑 飾）。

## 演員
- 莎莉·霍金斯 飾 Pauline "Poppy" Cross
- 埃迪·馬桑 飾 Scott
- 艾莉克絲·薜嘉曼（英语：Alexis Zegerman） 飾 Zoe
- 安德麗亞·瑞斯波羅格 飾 Dawn
- 西尼德·馬修（英语：Sinead Matthews） 飾 Alice
- 希薇絲特·莉·唐茲爾（英语：Sylvestra Le Touze） 飾 Heather
- 約瑟·克洛斯卡（英语：Joseph Kloska） 飾 Suzy's boyfriend
- 薩繆爾·羅金 飾 Tim
- 卡羅琳·馬丁 （Caroline Martin） 飾 Helen
- 奧利弗·馬爾特曼（英语：Oliver Maltman） 飾 Jamie
- 諾索·安諾茲 飾 Ezra
- 卡瑞娜·費爾南德斯（英语：Karina Fernandez） 飾 Flamenco teacher

## 榮譽
| 獎稱                    | 獎項                   | 受獎者          | 結果   | 備註        |
| ----------------------- | ---------------------- | --------------- | ------ | ----------- |
| 奧斯卡金像獎            | 最佳原創劇本           | 麥克·李         | 提名   | [ 2 ]       |
| 女性電影記者聯盟        | 最佳影片               | 《無憂無慮》    | 提名   | [ 3 ] [ 4 ] |
| 女性電影記者聯盟        | 最佳導演               | 麥克·李         | 提名   | [ 3 ] [ 4 ] |
| 女性電影記者聯盟        | 最佳女主角             | 莎莉·霍金斯     | 獲獎   | [ 3 ] [ 4 ] |
| 女性電影記者聯盟        | 最佳男配角             | 埃迪·馬桑       | 提名   | [ 3 ] [ 4 ] |
| 女性電影記者聯盟        | 最佳原創劇本           | 麥克·李         | 提名   | [ 3 ] [ 4 ] |
| 女性電影記者聯盟        | 最佳群戲               | 《無憂無慮》    | 提名   | [ 3 ] [ 4 ] |
| 女性電影記者聯盟        | 最佳突破表演           | 莎莉·霍金斯     | 獲獎   | [ 3 ] [ 4 ] |
| 柏林國際影展            | 金熊獎                 | 《無憂無慮》    | 提名   | [ 5 ]       |
| 柏林國際影展            | 最佳女主角             | 莎莉·霍金斯     | 獲獎   | [ 5 ]       |
| 波士頓影評人協會        | 最佳女主角             | 莎莉·霍金斯     | 獲獎   | [ 6 ]       |
| 波士頓影評人協會        | 最佳劇本               | 麥克·李         | 提名   | [ 6 ]       |
| 英國獨立電影獎          | 最佳女主角             | 莎莉·霍金斯     | 提名   | [ 7 ]       |
| 英國獨立電影獎          | 最佳男配角             | 埃迪·馬桑       | 獲獎   | [ 7 ]       |
| 英國獨立電影獎          | 最佳女配角             | 艾莉克絲·薜嘉曼 | 獲獎   | [ 7 ]       |
| 芝加哥影評人協會        | 最佳女主角             | 莎莉·霍金斯     | 提名   | [ 8 ]       |
| 達拉斯—沃斯堡影評人協會 | 最佳影片               | 《無憂無慮》    | 第十名 | [ 9 ]       |
| 達拉斯—沃斯堡影評人協會 | 最佳女主角             | 莎莉·霍金斯     | 第三名 | [ 9 ]       |
| 達拉斯—沃斯堡影評人協會 | 最佳男配角             | 埃迪·馬桑       | 第三名 | [ 9 ]       |
| 底特律影評人協會        | 最佳女主角             | 莎莉·霍金斯     | 提名   | [ 10 ]      |
| 底特律影評人協會        | 最佳男配角             | 埃迪·馬桑       | 提名   | [ 10 ]      |
| 金球獎                  | 最佳音樂及喜劇電影     | 《無憂無慮》    | 提名   | [ 11 ]      |
| 金球獎                  | 最佳音樂及喜劇類女主角 | 莎莉·霍金斯     | 獲獎   | [ 11 ]      |
| 倫敦影評人協會          | 年度影片               | 《無憂無慮》    | 提名   | [ 12 ]      |
| 倫敦影評人協會          | 年度英國導演           | 麥克·李         | 提名   | [ 12 ]      |
| 倫敦影評人協會          | 年度英國女主角         | 莎莉·霍金斯     | 提名   | [ 12 ]      |
| 倫敦影評人協會          | 年度英國男配角         | 埃迪·馬桑       | 獲獎   | [ 12 ]      |
| 倫敦影評人協會          | 年度英國女配角         | 艾莉克絲·薜嘉曼 | 提名   | [ 12 ]      |
| 洛杉磯影評人協會        | 最佳女主角             | 莎莉·霍金斯     | 獲獎   | [ 13 ]      |
| 洛杉磯影評人協會        | 最佳男配角             | 埃迪·馬桑       | 獲獎   | [ 13 ]      |
| 洛杉磯影評人協會        | 最佳劇本               | 麥克·李         | 獲獎   | [ 13 ]      |
| 紐約影評人協會          | 最佳導演               | 麥克·李         | 獲獎   | [ 14 ]      |
| 紐約影評人協會          | 最佳女主角             | 莎莉·霍金斯     | 獲獎   | [ 14 ]      |
| 紐約線上影評人協會      | 前十大電影             | 《無憂無慮》    | 獲獎   | [ 15 ]      |
| 紐約線上影評人協會      | 最佳女主角             | 莎莉·霍金斯     | 獲獎   | [ 15 ]      |
| 線上影評人協會          | 最佳女主角             | 莎莉·霍金斯     | 提名   | [ 16 ]      |
| 線上影評人協會          | 最佳男配角             | 埃迪·馬桑       | 提名   | [ 16 ]      |
| 舊金山影評人協會        | 最佳女主角             | 莎莉·霍金斯     | 獲獎   | [ 17 ]      |
| 衛星獎                  | 最佳音樂及喜劇電影     | 《無憂無慮》    | 獲獎   | [ 18 ]      |
| 衛星獎                  | 最佳音樂及喜劇類女主角 | 莎莉·霍金斯     | 獲獎   | [ 18 ]      |